# Limnophyes trigonus
Limnophyes trigonus är en tvåvingeart som beskrevs av Maurice Emile Marie Goetghebuer 1950. Limnophyes trigonus ingår i släktet Limnophyes och familjen fjädermyggor.
Artens utbredningsområde är Österrike. Inga underarter finns listade i Catalogue of Life.